# Снежноеантрацит

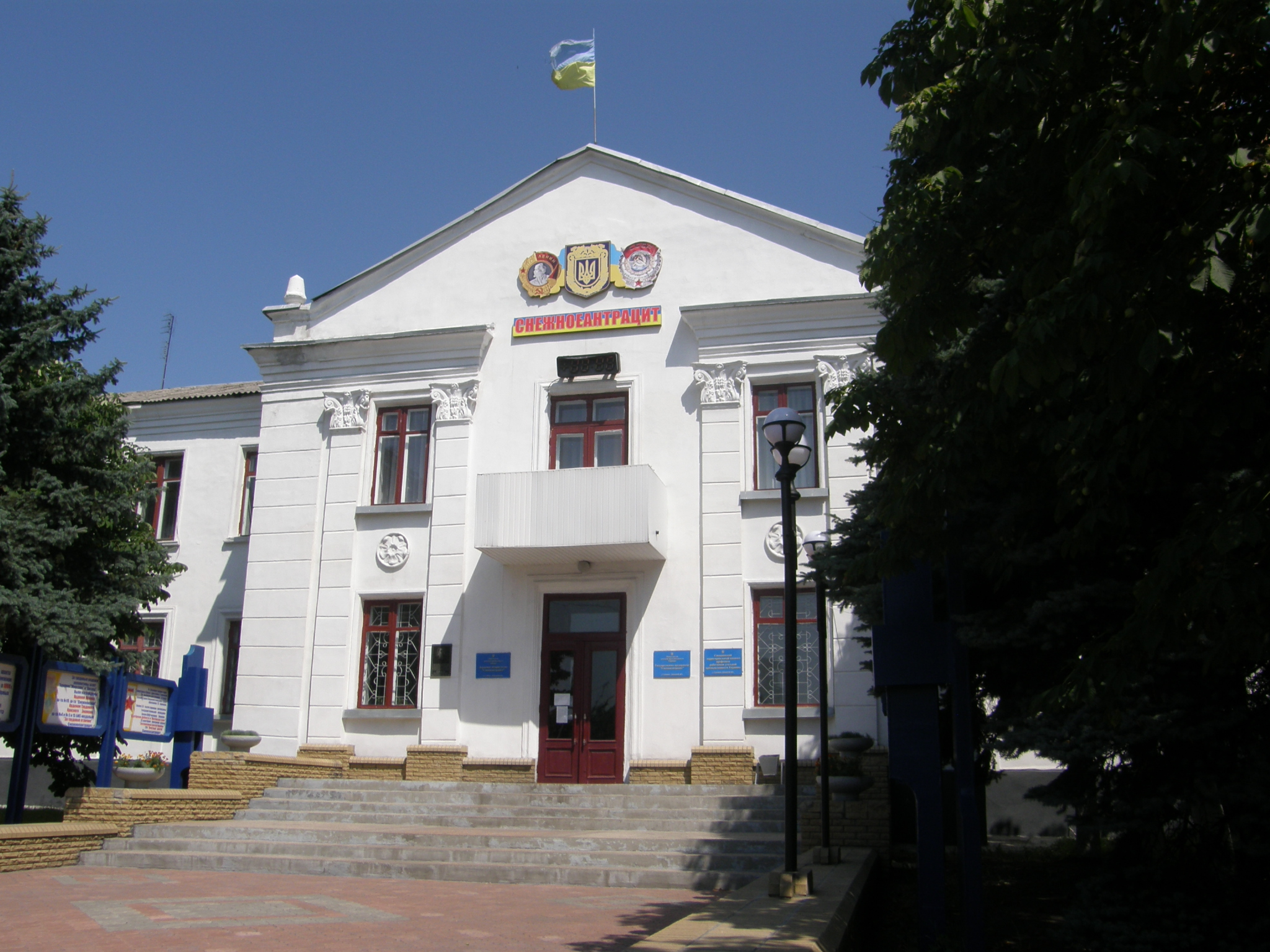

Снежноеантрацит — угледобывающее государственное предприятие (центр — город Снежное Донецкой области, Украина). 
Одно из градообразующих предприятий в городе. На 2010 год штат 1160 человек.
На 2009 год треть добытого угля направлялась углеполучателям в городе, а это 4480 человек.
Добыча угля в 2001 году составляет 586,118 тысяч тонн. В объединение входят 2 шахты:
1. «Заря»,
2. «Ударник»

А также: Автобаза, узел производственно-технической связи, информационно-вычислительный центр. С 1 декабря 2016 передано в Торезантрацит.